# أنيريتيس
الطواغيت القرقفية في جنس أنيريتيس (بالإنجليزية: Anairetes)‏ هي مجموعة من صغار عصافير الملك، خصوصاً الأنديزية. تضمنت المجموعة لفترة وجيزة جنس أورومياس، والذي يتم التعرف عليه استناداً على خصائص المصفار والريش، بما في ذلك طول الذيل وشوكية قمة هذا الأخير، ولكن هذا أحد مميزات جنس أنيريتيس، التي ظهرت في التحليلات الجينية. اُقترح حسب التحليلات الأخيرة فصل هذا الجنس عن أورومياس مرة أخرى. يُعتقد أن أنيريتيس هو أكثر جنس يشبه جنس ميكورسيكولوس وسيربوفاغا. ومع ذلك، لا يوجد أي دليل قاطع يدعم صحة هذا الإدعاء.
هي طيور صغيرة إلى حد ما (11—14 سم) وتشترك في الاسم مع طائر القرقف، وذلك بسبب سلوكاتها ومظهرها المتسم بالحيوية، وكذلك تشابه قمم رؤوسهم مع نفس الطائر. تعيش أنواع هذا الجنس في المناطق ذات المناخ المعتدل أو القاحل وتوجد بشكل أساسي في جبال الأنديز. وهي واحدة من الأجناس القليلة فقط من نوع عصافير الملك الصغيرة التي تطير على ارتفاعات شاهقة.

## الأنواع
- Ash-breasted tit-tyrant, Anairetes alpinus
- Black-crested tit-tyrant, Anairetes nigrocristatus
- Pied-crested tit-tyrant, Anairetes reguloides
- Yellow-billed tit-tyrant, Anairetes flavirostris
- طاغوت خوان فرنانديز القرقفي، Anairetes fernandezianus
- الطاغوت القرقفي المقنزع، Anairetes parulus